# 伊万·博丁
埃里克·伊万·博丁（瑞典語：Erik Ivan Bodin，1923年7月20日—1991年8月29日），生于松茲瓦爾，瑞典男子足球运动员，司职后卫。他曾代表瑞典国家队参加1950年国际足联世界杯，获得季军。